# Torneo Città di Bologna
Torneo Città di Bologna (z wł. Puchar miasta Bolonia) – międzynarodowy towarzyski klubowy turniej piłkarski rozgrywany latem 1990 na stadionie Renato Dall'Ara w Bolonii (Włochy).
W turnieju występowały cztery drużyny i rozgrywano dwa mecze półfinałowe oraz mecz o 3 miejsce i finał. W przypadku remisu przeprowadzana była seria rzutów karnych.

## Finały
| Edycja | Rok  | Finał     | Finał        | Finał     | Trzecie miejsce | Trzecie miejsce | Trzecie miejsce |
| Edycja | Rok  | Zwycięzca | Wynik        | Finalista | 3 miejsce       | Wynik           | 4 miejsce       |
| ------ | ---- | --------- | ------------ | --------- | --------------- | --------------- | --------------- |
| I      | 1990 | Peñarol   | 1:1 (k. 4:2) | AC Cesena | Feyenoord       | 1:1 (k. 5:3)    | Bologna FC      |

## Statystyki
| Lp. | Klub      | Zdobywca | Finalista | Lata triumfów |
| --- | --------- | -------- | --------- | ------------- |
| 1.  | Peñarol   | 1        | 0         | 1990          |
| 2.  | AC Cesena | 0        | 1         |               |